# 戰鬥裝甲Xabungle
《戰鬥裝甲Xabungle》（日语：戦闘メカ ザブングル）是日本的機器人動畫。由名古屋電視台在1982年2月6日至1983年1月29日播放，全50話。是日昇动画成立10周年的纪念作品。
原作故事是由富野由悠季、鈴木良武合作，動畫導演也是由富野由悠季負責，機械設定是大河原邦男執行，整個製作團隊都大師們所匯集，動畫風格相當粗獷硬派，背景舞台設定在「佐拉」（Zora）星球(在撞擊事件後被人類放棄過的地球)上，劇中一個特殊的設定是「犯罪超過三日追訴期後不得追究」，故事主角吉洛·艾默斯（ジロン・アモス）背負著血海深仇發誓要「違法」追殺弒親的兇手廷布·沙龍（ティンプ・シャローン）的故事。

## 概要
因為真實系的動畫作品《機動戰士GUNDAM》大受好評，使得後續的關聯商品如鋼普拉等也都呈現暴發性的成長，因此SUNRISE接著推出由高橋良輔所製作的《太陽之牙》。不過《太陽之牙》雖然在模型銷量上創造佳績，但是相對於主要目標的低年齡層，卻沒有達到預期的好評。因此當《最強機器 大王者》結束後，便決定在該時段的後繼作品上，採取了熱血系以及真實系的折衷概念。本作也是富野的作品中少數不採嚴肅路線，而融入搞笑及較輕鬆、明快劇情的作品。
富野在前作品《傳說巨神伊甸王》出現主要人物大量死亡，甚至是死相悽慘的狀況（這樣的劇情常導致低年齡層的反感導致玩具銷量低迷）。以低年齡層設定的本作則一反過去，設定了「不要有死人」的概念。不過故事上畢竟是以戰鬥跟復仇為主線，一些配角登場人物在劇中還似有死亡的劇情，不過特定的重要人物則幾乎沒有在戰鬥中死亡的情況發生，甚至在戰敗後都還能夠及時逃生。
在機器人的設定部分，本作品導入了幾個新的概念，第一是主角的機體換乘。過去也有如《蓋特機器人》一般，在續篇中主角們換成駕駛新型的機體。不過像本作一樣，主角在劇情中途更換機體則是動畫上的首次。另外在故事一開場時，主角所搭乘的Xabungle有兩機也是首次（另一機由女主角和其他人所搭乘），而且在故事中暗示除了主角們所搭乘的兩機以外，還有其他機體存在。這樣主角搭乘機體非獨一無二的設定在當時也是史無前例（後來的富野作品如《聖戰士DUNBINE》、《機動戰士Z GUNDAM》中也多次出現）。甚至就連主角們所乘坐的巨大可變母艦Iron Gear，劇中也出現過兩三台同型艦，甚至有同型艦互相戰鬥對抗的劇情出現。劇情中後期還出現Xabungle的改良發展機Brockary，被敵人所採用來對抗主角們的劇情，這些都是以前未曾出現過的設定。

## 各話一覽
| 話數   | 標題                     | 脚本     | 分鏡     | 演出     | 作畫監督   |
| ------ | ------------------------ | -------- | -------- | -------- | ---------- |
| 第1話  | 命をかけて生きてます     | 五武冬史 | 斧谷稔   | 鹿島典夫 | 湖川友謙   |
| 第2話  | ザブングルはもらったよ   | 伊東恒久 | 斧谷稔   | 藤原良二 | 佐々門信芳 |
| 第3話  | みーんな当て外れ         | 荒木芳久 | 菊池一仁 | 菊池一仁 | 金山明博   |
| 第4話  | なんで掟を破るのさ       | 五武冬史 | 斧谷稔   | 加瀨充子 | 山田政紀   |
| 第5話  | 3人そろってシャクの種    | 伊東恒久 | 鹿島典夫 | 鹿島典夫 | 中內一行   |
| 第6話  | あんたジロンの何なのさ   | 荒木芳久 | 加瀨充子 | 藤原良二 | 佐々門信芳 |
| 第7話  | 信ずるものは浮かばれる   | 吉川惣司 | 菊池一仁 | 菊池一仁 | 金山明博   |
| 第8話  | ミスにはミスがない       | 伊東恒久 | 瀧澤敏文 | 加瀨充子 | 山田政紀   |
| 第9話  | 花は野に咲けマリア花     | 荒木芳久 | 康村正一 | 鹿島典夫 | 佐々門信芳 |
| 第10話 | 女の勇者はこわいです     | 五武冬史 | 山崎和夫 | 關田修   | 篠田章     |
| 第11話 | 追いかけて、追いかけて   | 荒木芳久 | 鈴木行   | 加瀨充子 | 坂本三郎   |
| 第12話 | 謎また謎のイノセント     | 伊東恒久 | 菊池一仁 | 菊池一仁 | 金山明博   |
| 第13話 | あとは野となる大破壊     | 吉川惣司 | 小椋十三 | 關田修   | 山田政紀   |
| 第14話 | ティンプ、悪あがき       | 五武冬史 | 斧谷稔   | 鈴木行   | 佐々門信芳 |
| 第15話 | 泥まみれ、やけっくそ     | 伊東恒久 | 高橋資祐 | 加瀨充子 | 篠田章     |
| 第16話 | 哀歌かなしく             | 荒木芳久 | 瀧澤敏文 | 菊池一仁 | 坂本三郎   |
| 第17話 | 役者やのオで大勝負       | 吉川惣司 | 小椋十三 | 關田修   | 金山明博   |
| 第18話 | 家出がなんで悪いのさ     | 五武冬史 | 鈴木行   | 鈴木行   | 山田政紀   |
| 第19話 | コンドルよ、とべ！       | 荒木芳久 | 鹿島典夫 | 加瀨充子 | 佐々門信芳 |
| 第20話 | アコンは伊達男か？       | 伊東恒久 | 關田修   | 關田修   | 篠田章     |
| 第21話 | 惚れて、惚れられて       | 吉川惣司 | 斧谷稔   | 菊池一仁 | 坂本三郎   |
| 第22話 | 破れかぶれのラグ         | 荒木芳久 | 大地瞬   | 鈴木行   | 金山明博   |
| 第23話 | ラグよ帰れ！ 我が胸に    | 吉川惣司 | 大貫信夫 | 加瀨充子 | 山田政紀   |
| 第24話 | 死闘、激闘、泣きカラス   | 伊東恒久 | 鈴木行   | 關田修   | 佐々門信芳 |
| 第25話 | 捨て身と捨て身の大戦闘   | 荒木芳久 | 大地瞬   | 鈴木行   | 篠田章     |
| 第26話 | イノセント大乱戦         | 五武冬史 | 菊池一仁 | 菊池一仁 | 坂本三郎   |
| 第27話 | うたえ！ 戦士の歌を      | 伊東恒久 | 小椋十三 | 關田修   | 湖川友謙   |
| 第28話 | 弱味みつけたイノセント   | 吉川惣司 | 今川泰宏 | 加瀨充子 | 金山明博   |
| 第29話 | イノセントだって必死     | 荒木芳久 | 大地瞬   | 鈴木行   | 山田政紀   |
| 第30話 | 頭にきたらおしまいよ     | 伊東恒久 | 瀧澤敏文 | 菊池一仁 | 佐々門信芳 |
| 第31話 | 女の心をあやつれば       | 五武冬史 | 鈴木行   | 關田修   | 篠田章     |
| 第32話 | 俺の勝手はあんたの勝手   | 吉川惣司 | 大地瞬   | 加瀨充子 | 坂本三郎   |
| 第33話 | ゴタゴタ果てしなく       | 荒木芳久 | 小椋十三 | 鈴木行   | 湖川友謙   |
| 第34話 | ファットマン思いはるかに | 伊東恒久 | 瀧澤敏文 | 瀧澤敏文 | 金山明博   |
| 第35話 | 軍隊みつけた！           | 荒木芳久 | 今川泰宏 | 關田修   | 佐々門信芳 |
| 第36話 | 忍びこみ大作戦           | 五武冬史 | 菊池一仁 | 菊池一仁 | 山田政紀   |
| 第37話 | 女いろいろ万華鏡         | 吉川惣司 | 大地瞬   | 加瀨充子 | 篠田章     |
| 第38話 | エルチ、舞う！           | 伊東恒久 | 鈴木行   | 鈴木行   | 坂本三郎   |
| 第39話 | 個人プレーじゃ駄〜目     | 荒木芳久 | 瀧澤敏文 | 瀧澤敏文 | 金山明博   |
| 第40話 | カタカム、やぶれかぶれ   | 荒木芳久 | 今川泰宏 | 關田修   | 佐々門信芳 |
| 第41話 | カタカムは終った         | 伊東恒久 | 大地瞬   | 菊池一仁 | 遠藤榮一   |
| 第42話 | グレタ吠える             | 吉川惣司 | 加瀨充子 | 加瀨充子 | 山田政紀   |
| 第43話 | ヨップ捜せば大混戦       | 五武冬史 | 鈴木行   | 鈴木行   | 篠田章     |
| 第44話 | アーサー様・お大事に     | 荒木芳久 | 瀧澤敏文 | 瀧澤敏文 | 佐々門信芳 |
| 第45話 | 太陽に向って立て         | 吉川惣司 | 關田修   | 關田修   | 坂本三郎   |
| 第46話 | アーサー様がんばる       | 伊東恒久 | 菊池一仁 | 菊池一仁 | 金山明博   |
| 第47話 | エルチ目覚めよ           | 荒木芳久 | 今川泰宏 | 加瀨充子 | 篠田章     |
| 第48話 | 永遠のアーサー様         | 吉川惣司 | 鈴木行   | 鈴木行   | 佐々門信芳 |
| 第49話 | 決戦！ Xポイント         | 伊東恒久 | 大地瞬   | 關田修   | 金山明博   |
| 第50話 | みんな走れ！             | 伊東恒久 | 菊池一仁 | 菊池一仁 | 坂本三郎   |

## 關連項目
- 機器人動畫

## 外部連結
- サンライズ公式Web （页面存档备份，存于）
- 戦闘メカ ザブングル - 名古屋テレビ （页面存档备份，存于）
- ザブングル グラフィティ - allcinema
- ザブングル グラフィティ - KINENOTE